# Decametra zebra
Decametra zebra is een haarster uit de familie Colobometridae.
De wetenschappelijke naam van de soort werd in 1916 gepubliceerd door Hubert Lyman Clark.